# Jürgen Rogge
Jürgen Rogge (* 10. Oktober 1940 in Kuhstorf; † 2. Oktober 2021) war ein deutscher Psychiater und Schriftstellerarzt.

## Leben

### Arzt
Rogge promovierte 1970 an der Humboldt-Universität zu Berlin mit einer Arbeit über die Prognose und den Verlauf verschiedener Formen von Schizophrenie, wofür er im Städtischen Krankenhaus Herzberge 1963 aufgenommene Patienten katamnestisch untersuchte. 1980 habilitierte er und arbeitete danach in Wismar und Leipzig, wo er die Psychiatrie im Haftkrankenhaus Meusdorf leitete. Als Gefängnisarzt war er Inoffizieller Mitarbeiter im besonderen Einsatz des Ministeriums für Staatssicherheit. Von 1991 bis 2005 arbeitete er in eigener Niederlassung in Perleberg und schließlich als „ambulant tätiger Gutachter“.

### Schriftsteller
Er veröffentlichte 2010 ein Buch mit dem Titel Das Narrenflugzeug in einem Selbstkostenverlag sowie weitere Prosa auf Deutsch und Plattdeutsch im BS Verlag Rostock, und er war Mitglied der John Brinckman Gesellschaft, der Johannes Gillhoff Gesellschaft, der Fritz Reuter Gesellschaft und des Bundesverbands Deutscher Schriftsteller-Ärzte. 2012 verzichtete Rogge auf den Johannes-Gillhoff-Preis für niederdeutsche Literatur, nachdem seine Tätigkeit für die Stasi bekannt geworden und eine Debatte darüber entbrannt war. 2013 hielt er die Laudatio auf den Preisträger 2013 des Gillhoff-Preises, Dieter Sabban, „für Verdienste um die norddeutsche Kultur“.